# Coniopteryx (Xeroconiopteryx) unguihipandriata
Coniopteryx (Xeroconiopteryx) unguihipandriata is een insect uit de familie van de dwerggaasvliegen (Coniopterygidae), die tot de orde netvleugeligen (Neuroptera) behoort. 
Coniopteryx (Xeroconiopteryx) unguihipandriata is voor het eerst wetenschappelijk beschreven door Monserrat in 1997.